# Distinto amanecer
Distinto amanecer (en français : Une aube différente) est un film mexicain réalisé par Julio Bracho et sorti en 1943.

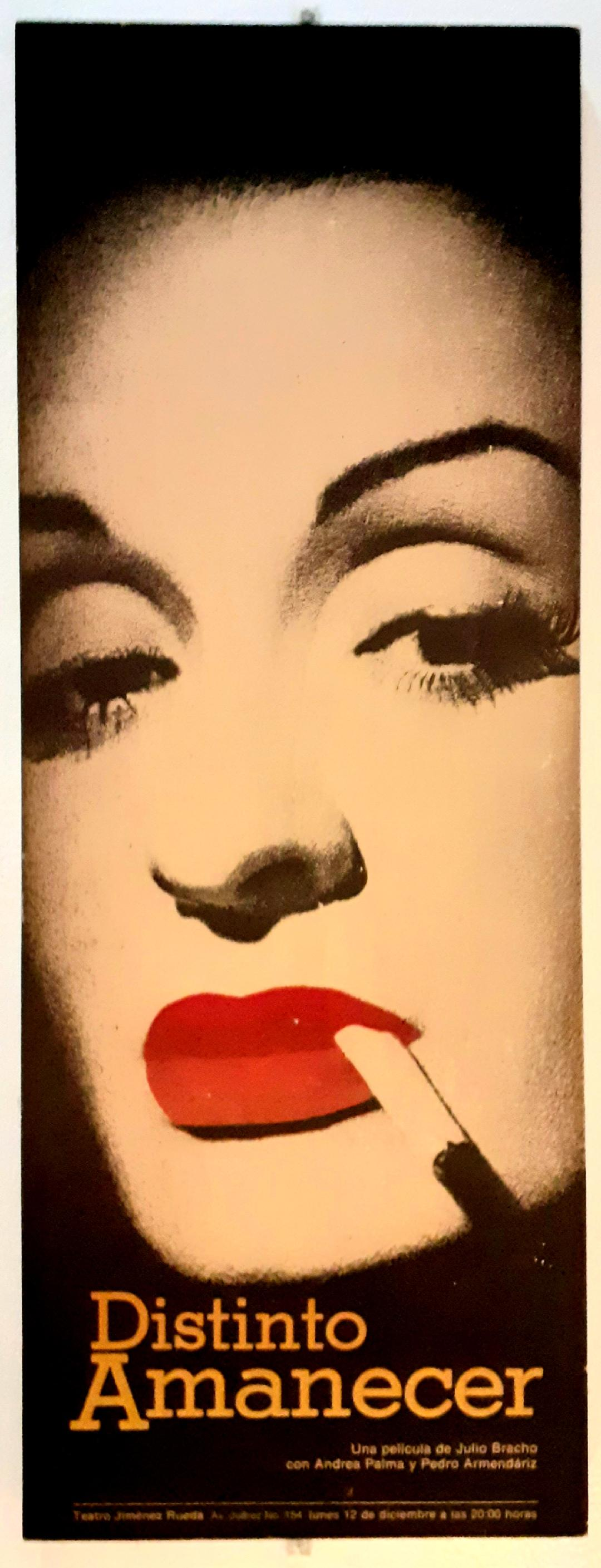
Affiche du film.

Le film a été classé 22e sur la liste des 100 meilleurs films mexicains de tous les temps, publiée en juillet 1994 dans le magazine Somos d'après l'opinion de 25 critiques et spécialistes du cinéma au Mexique.

## Synopsis
Sur ordre du gouverneur Vidal, un dirigeant syndical est assassiné au centre de tri postal de Mexico. Son compagnon, Octavio, parvient à s'échapper, mais il est néanmoins poursuivi... Il se réfugie dans un cinéma où il rencontre, par hasard, Julieta, une ancienne camarade dont il était épris. Elle parvient à le soustraire aux recherches de la police et l'abrite dans sa maison, où elle partage sa vie avec Ignacio, un écrivain raté. Octavio obtiendra sa collaboration pour récupérer des documents compromettants qu'il lui faut absolument supprimer. Au cours de ces heures inquiètes, l'amour réciproque de Julieta et d'Octavio refait surface... 

## Fiche technique
- Titre du film : Distinto amenecer
- Titre en français : Une aube différente
- Réalisation : Julio Bracho
- Scénario : J. Bracho, Xavier Villaurrutia (dialogues) d'après le roman de Max Aub, La vida conyugal.
- Photographie : Gabriel Figueroa - Noir et blanc
- Musique : Raúl Lavista, Manuel Esperón
- Production : Emilio Gómez Muriel pour Films Mundiales
- Pays d'origine :  Mexique
- Langue originale : Espagnol
- Durée : 108 minutes
- Dates de sortie : 18 novembre 1943 au Mexique ; 9 juin 1944 aux États-Unis.

## Distribution
- Pedro Armendáriz : Octavio
- Andrea Palma : Julieta
- Alberto Galán : Ignacio Elizalde
- Narciso Busquets (es) : Juanito, le jeune frère de Julieta
- Octavio Martínez : Jorge Ruiz
- Enrique Uthoff : le gouverneur Vidal
- Paco Fuentes : Memo, le patron de Julieta
- Felipe Montoya : Don Santos, le voisin
- Beatriz Ramos : l'amante d'Ignacio
- Maruja Grifell : l'épouse de Ruiz

## Commentaire
- Distinto amanecer est une œuvre nocturne dans laquelle trois êtres humains se trouvent confrontés à leurs sentiments les plus intenses. À l'aube, leur existence sera effectivement transformé. « Avec une intrigue précise et bien ficelée, Distinto amanecer brille par une facture technique plus que remarquable et, en particulier, la grande beauté plastique résultant d'un tournage en extérieurs [...]. »[2] La photographie, avec de spectaculaires clairs-obscurs, reflète l'immense métier de Gabriel Figueroa. « Les rues aux enseignes lumineuses, l'escalier ou la maison de Julieta et Ignacio sont les témoins muets et ténébreux de scènes émouvantes. »[3]
- À l'époque, le film rompait avec une tradition mexicaine conventionnelle : celle de la comédie ranchera et du mélodrame rural. C'est pourquoi il fut apprécié par le public et put être considéré comme l'un des meilleurs exemples du cinéma mexicain des années 1940.